# Juden in Mittel- und Osteuropa

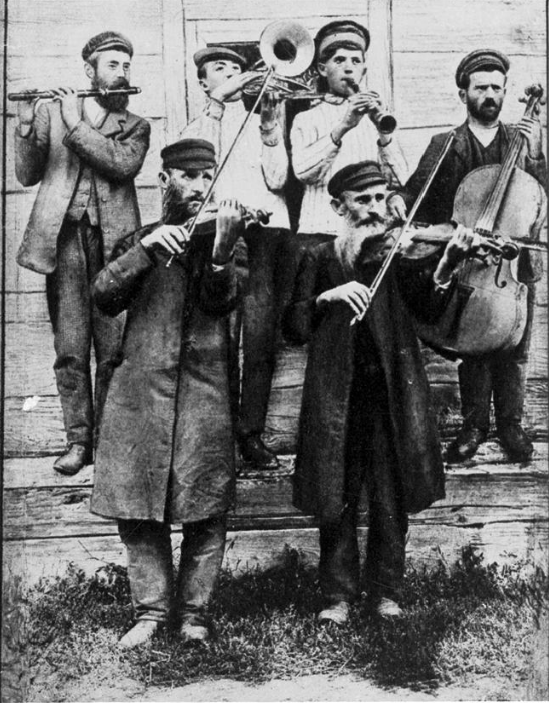
Klezmorim in der Ukraine, 1925

Ethnische Karte des europäischen Russlands (1875), in der die jüdischen Siedlungsgebiete („Eврей“) schwarz markiert sind.

Die Juden in Mittel- und Osteuropa waren bis zum Holocaust die weltweit zahlenmäßig größte Bevölkerungsgruppe von Juden. Sie entwickelten eine eigene jüdische Gelehrsamkeit und besondere Formen der religiösen Praxis.
Die ersten Juden siedelten sich im Königreich Polen und dem Großfürstentum Litauen vermutlich im 12. Jahrhundert an. Im frühen 16. Jahrhundert lebten in Osteuropa etwa 50.000 Juden, vor allem in Polen, Litauen, in der Moldau und der Bukowina. Die alten Gemeinden waren im Mittelalter oft parallel und in Konkurrenz zu christlichen Siedlungen im Osten entstanden. In Posen, Krakau, Lublin, Lemberg und Wilna besaßen die Juden Privilegien für eine weitreichende autonome Gemeindeverwaltung, und so waren diese Städte zu Ballungszentren der jüdischen Bevölkerung geworden.
Ende des 18. Jahrhunderts lebten bereits etwa 1,5 Millionen Juden in Osteuropa. Dieser Zuwachs war sowohl der Einwanderung aus dem Westen wie auch den relativ günstigen Lebensbedingungen zu verdanken. Die Rechtssicherheit der Juden war im Osten Europas größer als im Westen, doch blieb die überwiegende Mehrheit der osteuropäischen Juden sehr arm. Vor dem Überfall auf Polen 1939 lebten über 3,4 Millionen Juden in Polen, weitere 4 Millionen lebten im europäischen Gebiet der Sowjetunion. Besonders der Westen der heutigen Ukraine war jüdisch geprägt. In vielen Städten machten Juden bis zu 30 Prozent der Bevölkerung aus, in Minsk beispielsweise waren es 1897 sogar 52 Prozent der Stadtbevölkerung.
Während des Holocaust wurde die überwiegende Mehrheit der Juden Osteuropas umgebracht.

## Mittelalter

### Aschkenasisches Judentum

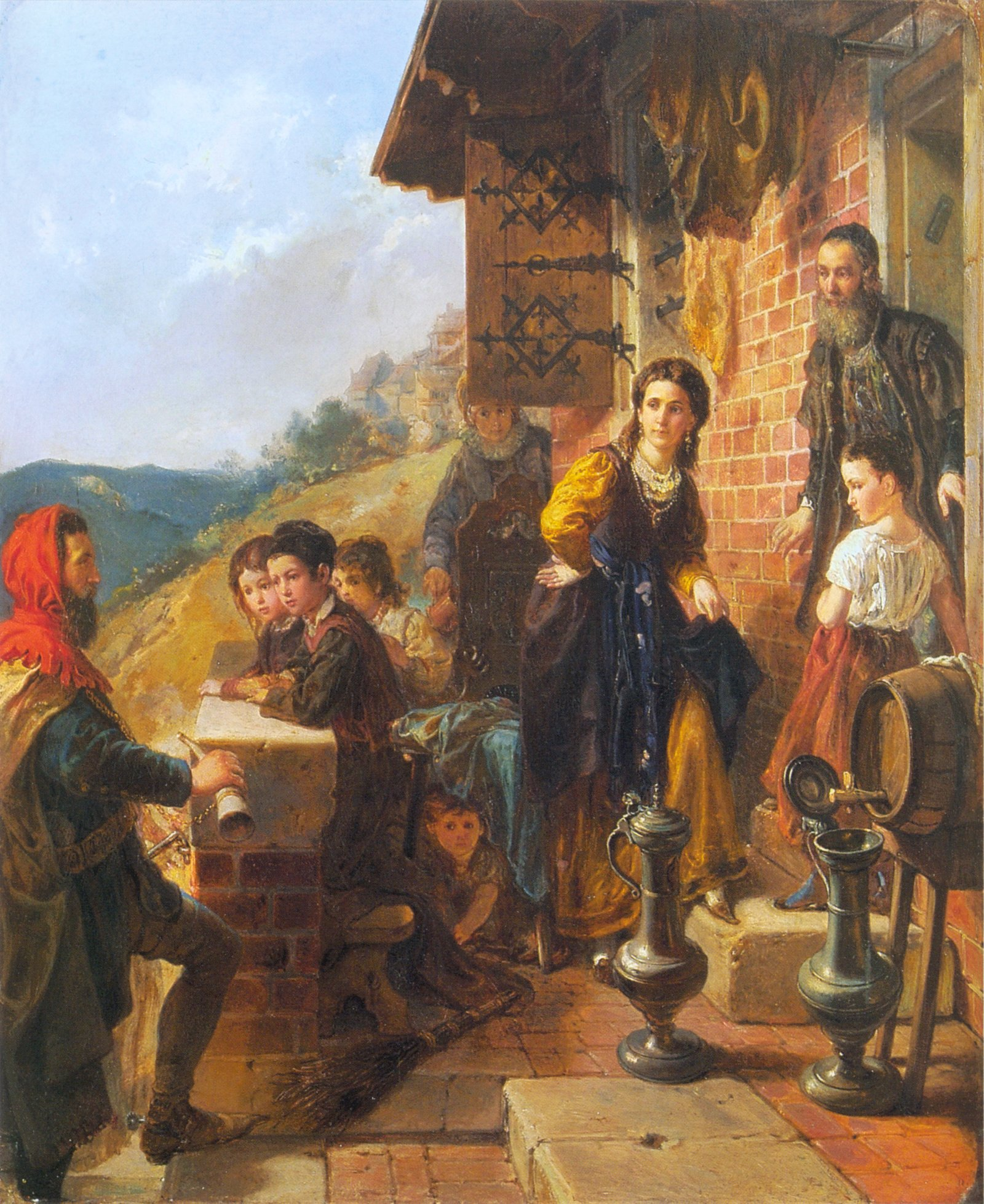
Władysław Łuszczkiewicz:
Kasimir der Große besucht seine jüdische Geliebte Esterka, 1870

Im 13., 14. und 15. Jahrhundert flohen zahlreiche aschkenasische Juden in verschiedenen Wellen aus West- und Mitteleuropa, hauptsächlich aus Deutschland und Böhmen, nach Polen und Litauen. Die daraus entstandenen jüdischen Gemeinden behielten bis zum Holocaust ihren ausgeprägt aschkenasischen Charakter. Die Liturgie und die religiösen Traditionen der Juden aus Polen und Litauen, später auch aus Russland und der Ukraine, stützten sich auf mittelalterliche Überlieferungen, die ursprünglich aus dem französisch-deutschen Raum stammten. Außerdem waren bis zum 16. Jahrhundert die meisten führenden polnischen Rabbiner Emigranten aus dem Westen, die ihre Ausbildung in Jeschiwot in Deutschland und Böhmen erhalten hatten.
Im Gegensatz zu den sephardischen Juden, die im bedingt (aufgrund des Dhimmi-Status) toleranten und kulturell offenen islamischen Herrschaftsbereich (siehe: Glaubensfreiheit im Islam) zahlreiche philosophische und literarische Traditionen entwickelten, die von der umgebenden Kultur beeinflusst waren, sonderten sich die Juden in Osteuropa von der ihnen größtenteils feindlich gesinnten christlichen Umwelt mehr und mehr ab. Ihr geistiges Interesse beschränkte sich lange Zeit ausschließlich auf die rabbinische Literatur.
Doch trotz ihrer Absonderung von der christlichen Gesellschaft fanden Juden in Polen und Litauen zunächst viel mehr Sicherheit als in Westeuropa. Dies beruht in großem Maße auf Privilegien, die ihnen die polnischen Könige und litauischen Großfürsten gewährten. Die erste „jüdische Charta“ wurde von Herzog Bolesław dem Frommen († 1279) von Großpolen im Jahre 1264 gewährt und 1334 durch Kasimir den Großen bestätigt und auf das ganze Königreich Polen ausgeweitet. Für Litauen sind erste Privilegien des litauischen Großfürsten Vytautas für das Jahr 1388 belegt.

### Chasaren und Karäer
Eine weitere Hypothese führt die osteuropäischen Aschkenasim hauptsächlich auf Zuwanderung von Konvertiten oder ihren Nachfahren aus dem ehemaligen Reich der Chasaren in Südosteuropa und der Kaukasusregion zurück. Der österreichisch-ungarische Orientalist Hugo von Kutschera vertrat im 19. Jahrhundert die These, die Chasaren seien, nachdem die Mongolen ihr Reich zerstört hatten, nach Osteuropa gezogen und hätten dort das aschkenasische Judentum gebildet. Im 20. Jahrhundert wurde diese Auffassung dann von einigen Historikern und Sachbuchautoren wieder aufgegriffen. Die Chasaren waren nomadisierende Turkstämme, deren Herrscherhaus, der Adel sowie vermutlich auch Teile der einfachen Bevölkerung am Ende des 8. Jahrhunderts oder im frühen 9. Jahrhundert nachweislich zum Judentum übertraten. Die Chasarenthese wird heutzutage in der Geschichtswissenschaft abgelehnt. Ihre Kritiker weisen zudem darauf hin, dass das Jiddische in Grammatik und Wortschatz eng mit dem Mittelhochdeutschen verwandt sei. Mehrere wissenschaftliche Studien über die genetische Abstammung und Entwicklung der heute lebenden Juden kommen fernerhin zu dem Schluss, dass auch beinahe die Hälfte der männlichen Aschkenasim viele Gene von einer ursprünglichen jüdischen Bevölkerungsgruppe geerbt haben, die vor rund 3000 Jahren in dem als Levante bezeichneten östlichen Mittelmeerraum lebte. Zwar gebe es auch Hinweise auf eine „genetische Vermischung“ mit den Chasaren, doch sei dieser Einfluss aus wissenschaftlicher Sicht sehr begrenzt. In der heutigen Zeit wird die Chasarenthese vor allem von Antisemiten und Antizionisten verbreitet, um das Existenzrecht Israels in Frage zu stellen.
Des Weiteren siedelten sich in Osteuropa auch Karäer an, die nach Ansichten einiger Ethnologen heute mehrheitlich die eigentlichen Nachkommen der konvertierten Chasaren und Kumanen darstellen. Teilweise wird dieser Herkunftsmythos auch von den Karäern selbst geteilt. Das Karäische ist eine Turksprache. Diese sind historisch und theologisch jedoch von den Aschkenasim strikt zu trennen.

## 16. Jahrhundert: Das goldene Zeitalter
Im Laufe des 16. Jahrhunderts wurde Polen zu einem internationalen Zentrum rabbinischer Gelehrsamkeit. Von den polnischen Jeschiwot aus wurden jetzt Rabbiner nach Frankreich und Deutschland geschickt, so dass sich die Abhängigkeitsverhältnisse früherer Zeiten ins Gegenteil verkehrten.
Der Begründer der ersten großen Rabbinerschule in Polen war Jakob Polak. Er wurde in Bayern geboren und ausgebildet und war Oberrabbiner in Prag, bevor er nach Polen auswanderte. 1492 gründete er die erste polnische Talmud-Akademie in Krakau. 1503 ernannte König Alexander ihn zum Landesrabbiner. Sein Schüler Schalom Schachna errichtete in Lublin die zweite polnische Jeschiwa. Während beinahe drei Jahrhunderten waren Lublin und Krakau die weltweit wichtigsten Zentren talmudischer Gelehrsamkeit. Einer der wichtigsten Schüler von Schachna war Moses Isserles (1530–1572). Nach einem Studium in der Lubliner Jeschiwa wurde er Oberrabbiner von Krakau und ist als Verfasser von Anmerkungen zum Schulchan Aruch bekannt geworden.

## Verfolgung und Messianismus
Viele Juden in Ostpolen und der Ukraine arbeiteten als kleine Geschäftsleute, Wirte und Steuereinzieher und nahmen deshalb eine undankbare Mittelstellung zwischen dem polnischen Adel und der ukrainischen bäuerlichen Bevölkerung ein. Verbunden mit ihrer religiösen, sprachlichen und kulturellen Abgesondertheit führte dies zu offenen Feindseligkeiten seitens der Ukrainer.
Der Aufstand des Kosakenführers Bohdan Chmelnyzkyj 1648 und 1649 richtete sich einerseits gegen den polnischen katholischen Klerus und Adel, andererseits gegen die jüdische Bevölkerung. Bei den von den Kosaken verübten Pogromen kamen – nach älteren Angaben – bis zu 100.000 Juden um. Eine neuere Schätzung geht davon aus, dass vor den Pogromen in der Ukraine (Rotruthenien dabei nicht mitgerechnet) rund 40.000 Juden lebten, dass aus denjenigen jüdischen Gemeinden, von denen die Chroniken berichten, dass es sie nach den Pogromen nicht mehr gab, ein Teil der Juden rechtzeitig fliehen konnte, und dass insofern 1648 und 1649 rund 20.000 Juden ermordet wurden. „Die Grausamkeit der Kosaken setzte grauenerregende Vorbilder in die Welt.“ Mindestens 3000 Juden verkauften die Kosaken als Sklaven in das Osmanische Reich. Das Trauma der 1648 und 1649 erlittenen Pogrome prägte das kollektive Gedächtnis der Juden in Osteuropa über Jahrhunderte.
Dennoch wuchs die jüdische Bevölkerung weiterhin an. Gemäß der Volkszählung von 1764, der ersten, die die Zahl der jüdischen Einwohner ausweist, lebten damals rund 750.000 Juden in Polen-Litauen. Etwa 130.000 von ihnen lebten im ukrainischen Teil des Landes (Rotruthenien dabei nicht mitgerechnet).

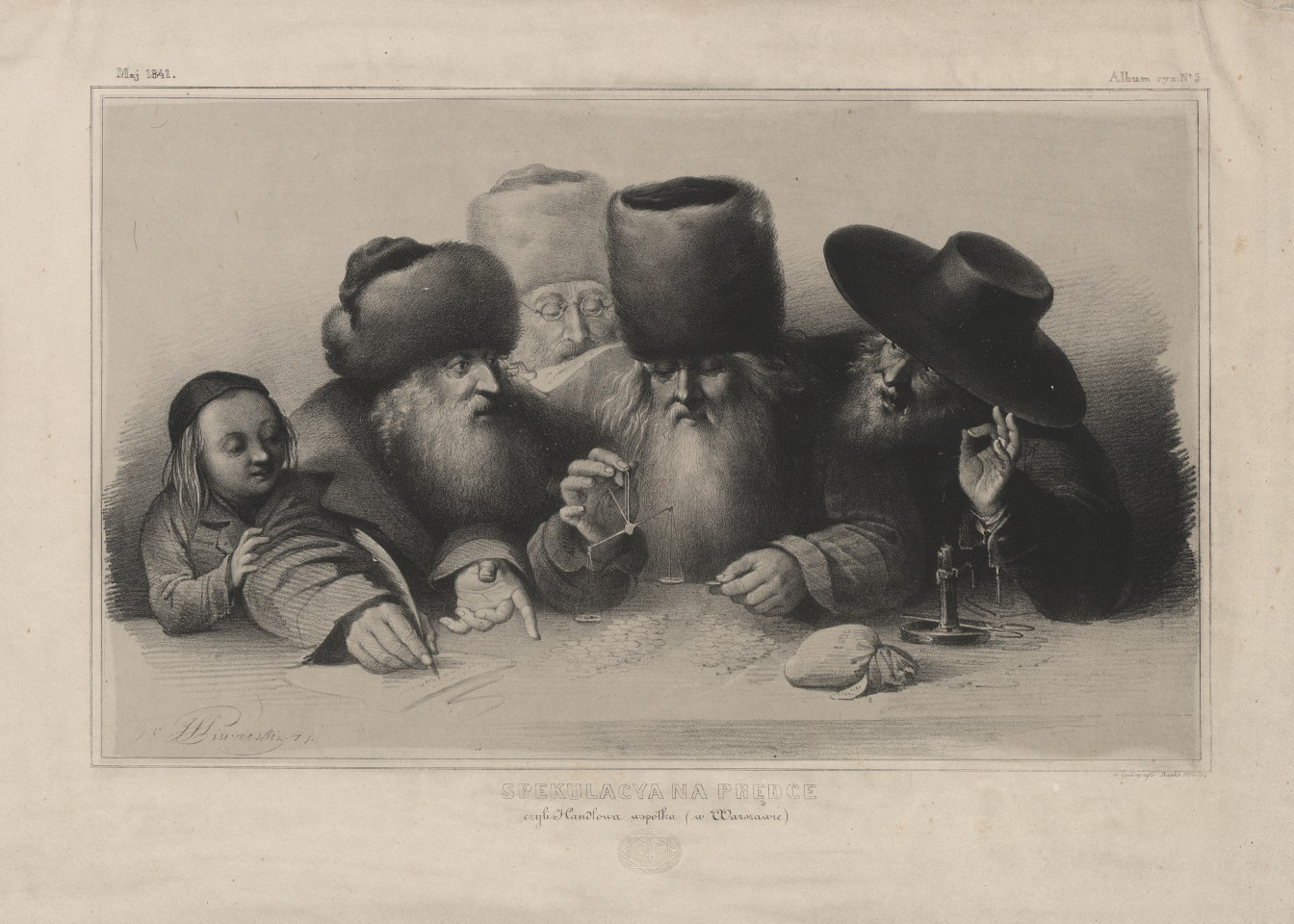
Jan Feliks Piwarski: "Eilige Spekulation";
Jüdische Kaufleute in Warschau, 1841

Doch die Hochblüte des 16. Jahrhunderts war unwiederbringlich vorbei. Die talmudische Gelehrsamkeit bestand zwar weiterhin, beschränkte sich jedoch immer mehr auf einen aristokratischen Kreis von Rabbinern und reichen Gemeindemitgliedern. Auf der anderen Seite gaben sich die ungebildeten Massen mehr und mehr einem Aberglauben hin, der von folkloristischen Überlieferungen geprägt war. Zahlreiche moralistische Bücher mit populärem Mystizismus, wie zum Beispiel Kav haJaschar („Die gerade Linie“), wurden zu dieser Zeit ins Jiddische übersetzt.
Die verstärkten antisemitischen Verfolgungen und Pogrome im 17. und 18. Jahrhundert ebneten den Boden für messianische Erwartungen, die in der Person des angeblichen Messias Shabbetaj Zvi (1626–1676), der später zum Islam übertrat, verkörpert wurden. Der berühmteste religiöse Schwärmer aus Osteuropa selbst war Jakob Joseph Frank (1726–1791), Stifter der Bewegung der Frankisten, der seinerseits zum Christentum übertrat.

## Chassidim und Misnagdim

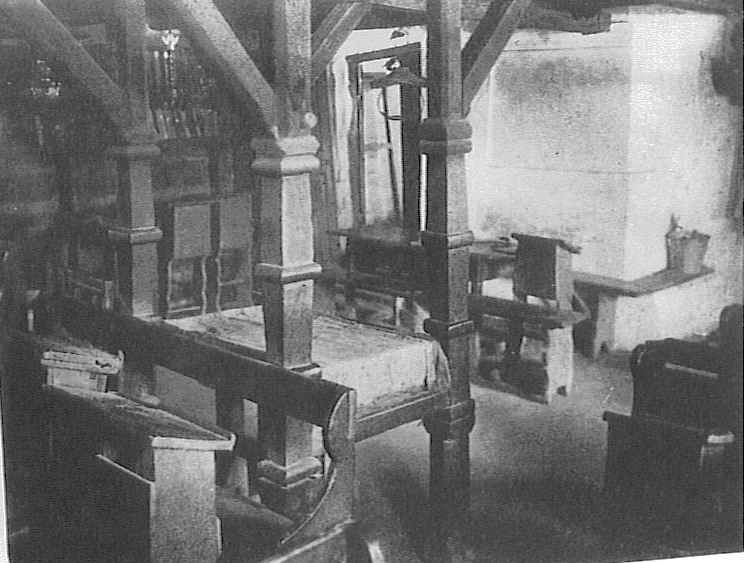
Das Innere der Synagoge des Baal Schem Tow in Medschybisch, Ukraine, Aufnahme ca. 1915

Auf der Grundlage des wachsenden Aberglaubens und messianischer Erwartungen wuchs seit der zweiten Hälfte des 18. Jahrhunderts in den Regionen Podolien und Wolhynien, die damals zum Südosten Polens gehörten, die Bewegung des Chassidismus, als deren Begründer Rabbi Israel ben Elieser, genannt Baal Schem Tow („Meister des guten Namens“), gilt. Schriftliche Aufzeichnungen sind nicht vom Baal Schem Tow selbst überliefert, jedoch von einigen seiner Schüler. Zu seinen wichtigsten Anhängern gehörten Rabbi Dow Bär, genannt „Maggid von Mesritsch“, und Rabbi Jakob Josef von Polonoje, die beide eine wichtige Position als Rabbiner hatten, bevor sie von den mystischen Lehren angezogen wurden. Rabbi Jacob Josef prägte den Begriff des Zaddik, des gerechten Mannes, der aufgrund seiner Lebensführung als Vorbild dient. Die intime Beziehung zwischen den Zaddikim und den Volksmassen wurde zur Grundlage des chassidischen Lebens in Osteuropa. Rabbi Dow Bär führte das Modell des chassidischen Hofes ein, in dem der Zaddik als Herrscher das Leben seiner Anhänger bestimmt. Diese Lebensweise hat sich in den heutigen chassidischen Gemeinden in den USA und Israel bewahrt.
Im Laufe des 19. Jahrhunderts verbreitete sich der Chassidismus in ganz Russland, Galizien und Polen und schließlich auch in Ungarn, Rumänien, Mähren und der Slowakei.
Weitgehend unbeeinflusst vom Chassidismus blieb hingegen Litauen. Dies beruhte hauptsächlich auf der feindseligen Einstellung des Gaons von Wilna, Elijah Ben Salomon Salman (1720–1797), der zwar zurückgezogen lebte und keine offizielle Anstellung innehatte, aber in seinen letzten Lebensjahren den rabbinischen Widerstand gegen die Verbreitung des Chassidismus anführte. 1772 und 1782 ließ er den Bann über die Chassidim aussprechen, dem sich sämtliche litauischen Gemeinden anschlossen. Darüber hinaus bezeichnete er von chassidischen Rabbinern geschächtetes Fleisch als treif und verbot Ehen zwischen chassidischen Juden und Mitgliedern seiner Gemeinde. Grund seiner Feindseligkeit gegenüber dem Chassidismus war dessen Schwerpunkt auf religiöser Ekstase auf Kosten der Gelehrsamkeit, die bis dahin das Zentrum des jüdischen Lebens gebildet hatte. Die Anhänger des Gaons von Wilna wurden „Misnagdim“ (in sephardischer Aussprache „Mitnagdim“), d. h. „Gegner“, genannt. Diese Bewegung hat sich neben dem Chassidismus innerhalb des orthodoxen und ultraorthodoxen Judentums erhalten.

## Haskala und jiddische Kultur

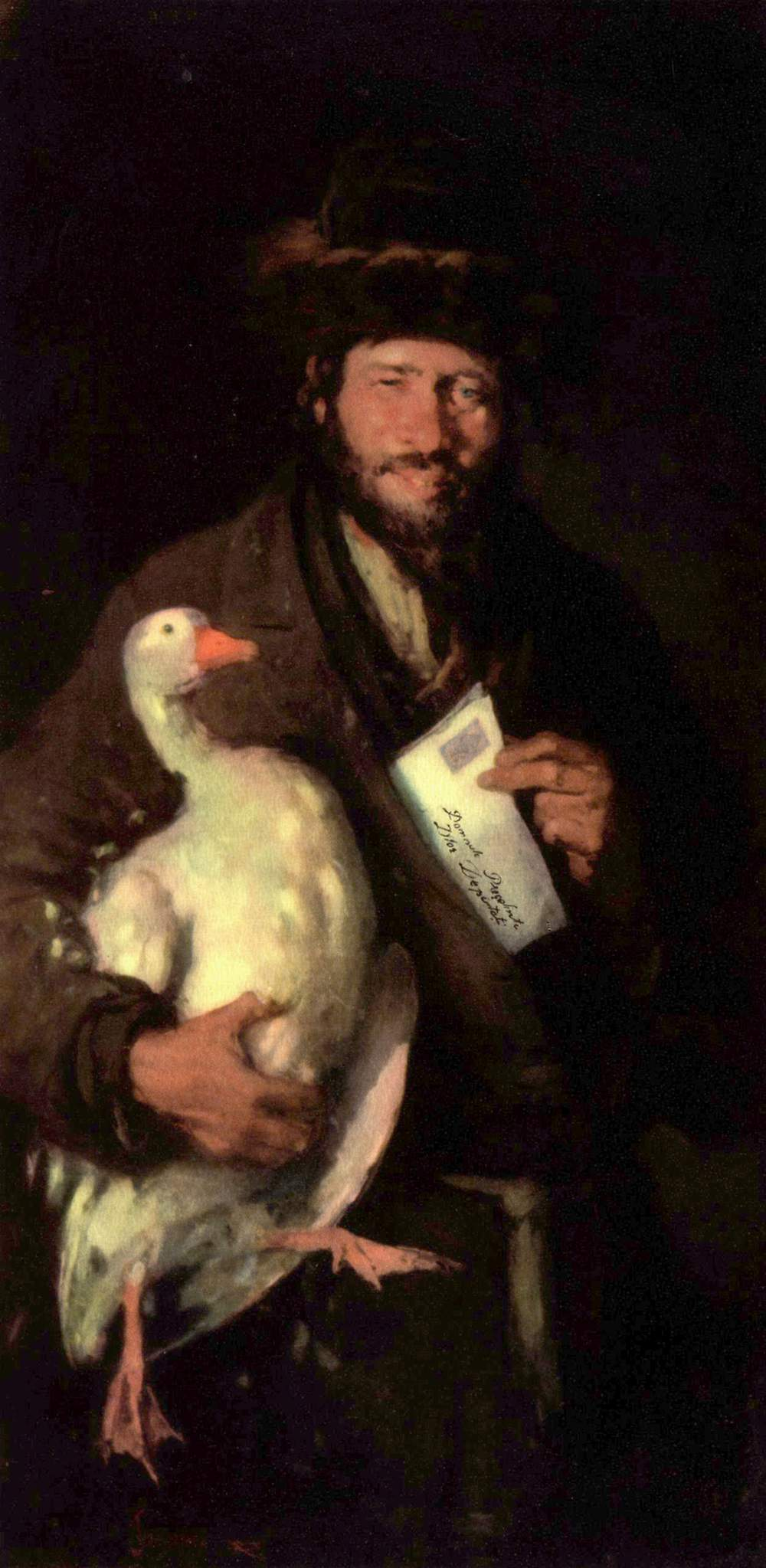
Nicolae Grigorescu, Jude mit Gans, um 1880

Der Einfluss des Gaons von Wilna legte auch den Boden für die Ausbreitung der Haskala in Osteuropa. Im Gegensatz zu Westeuropa und Galizien, wo die Aufklärung oftmals zu radikalen Reformen des jüdischen Ritus und zur Assimilation führte, prägte sich in Litauen und später auch in Russland ein spezifisch osteuropäischer säkularer Charakter heraus.
Die Maskilim – die jüdischen Aufklärer – verzichteten von Beginn an auf Versuche zur Assimilation. Die kulturellen und politischen Bewegungen des Judentums in Osteuropa fanden so ihren Ausdruck stets in jiddischer oder hebräischer Sprache.
Die jiddische Literatur entwickelte eine Blüte, es entstand das jiddische Theater, es erschienen erste jiddische Zeitungen.

## Zionismus und Arbeiterbewegung

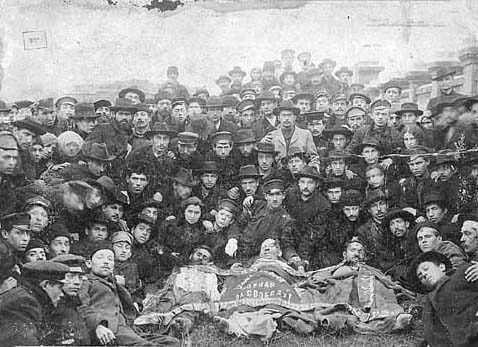
Bundisten mit getöteten Kameraden, Odessa 1905

Nach den Pogromen 1881 in Russland begann eine starke spontane Auswanderungswelle. Millionen Juden verließen fluchtartig Russland nach Mittel- und Westeuropa und in die USA.
Es entstand die erste zionistische Organisation, Chibbat Zion.
Im Jahre 1897 wurde der Allgemeine Jüdische Arbeiterbund (Bund) als erste jüdische politische Partei gegründet. Ab 1904 entstanden weitere sozialistische und zionistische Parteien.
Der Pogrom von 1905 in Russland führte zu einer weiteren massenhaften Auswanderung.
In den kleinen Städten, besonders im russischen Ansiedlungsrayon verminderte sich die jüdische Bevölkerung in dramatischer Weise. Damit verschwanden zahlreiche sogenannte Schtetl und mit ihnen viele Traditionen des religiös geprägten jüdischen Lebens in Osteuropa.

## Fremd im Westen
Im Deutschen Kaiserreich empfanden die assimilierten Juden die Ostjuden als wesensfremde Bedrohung ihrer gesellschaftlichen Anerkennung. In seinem Beitrag „Höre Israel!“ schrieb Walther Rathenau in der anti-wilhelminischen Zeitschrift Die Zukunft:

„Drohender erhebt sich die gesellschaftliche, die Kulturfrage. Wer ihre Sprache vernehmen will, mag an Berliner Sonntagen mittags um zwölf durch die Tiergartenstraße gehen oder abends in den Vorraum eines Theaters blicken. Seltsame Vision! Inmitten deutschen Lebens ein abgesondert fremdartiger Menschenstamm glänzend und auffallend staffiert, von heißblütig beweglichem Gebaren. Auf märkischem Sand eine asiatische Horde.“